# Chlamydites prainii
  Chlamydites prainii  J.R.Drumm, 1907 è una specie di piante angiosperme dicotiledoni della famiglia delle Asteraceae, sottofamiglia Asteroideae, tribù Astereae (Aster lineage) e sottotribù Asterinae.   Chlamydites prainii è anche l'unica specie del genere   Chlamydites  J.R.Drumm, 1907.

## Etimologia
Il nome del genere (Chlamydites) deriva dal greco "chlámys", e significa "mantello" o "ammantato" e fa riferimento all'indumento tipico di questa pianta.
Il nome scientifico della specie è stato definito dal botanico James Ramsay Drummond (1851-1921) nella pubblicazione " Bulletin of Miscellaneous Information, Royal Gardens, Kew. Kew" (Bull. Misc. Inform. Kew 1907(3): 91) del 1907. Il nome scientifico del genere è stato definito nella stessa pubblicazione.

## Descrizione
Portamento. La specie di questa voce ha un habitus di tipo erbaceo perenne cespitoso e forma dei tappeti erbacei. Tutta la pianta varia da tomentosa a bianco-lanata; inoltre sotto il tomento è ghiandolosa.
Fusto. La parte aerea in genere è eretta, e ramosa (in basso). La parte sotterranea forma un sistema di rizomi ramificati, non legnosi. Altezza media: 3 - 15 cm.
Foglie. Le foglie in genere sono disposte in modo alternato, picciolate o sessili. Si distinguono in basali (possono formare una rosetta basale) e in cauline (in genere di minori dimensioni). La lamina delle foglie basali è semplice da spatolata a oblanceolata con margini interi, di dimensioni ridotte con forme da lanceolate a oblanceolate, non abbraccianti quelle cauline. Sulla superficie possono essere presenti dei punti ghiandolari. Le rosette sono persistenti.
Infiorescenza. Le sinflorescenze sono scapose (capolini solitari). Le infiorescenze vere e proprie sono composte da un capolino terminale peduncolato di tipo radiato con fiori eterogami. I capolini sono formati da un involucro, con forme largamente campanulate, composto da diverse brattee, al cui interno un ricettacolo fa da base ai fiori di due tipi: fiori del raggio e fiori del disco. Le brattee, con forme lineari-oblunghe e apicalmente acute, più lunghe delle corolle del disco, e a consistenza erbacea, sono disposte in modo più o meno embricato su 1 - 2 serie. Il ricettacolo, alveolato, in genere è nudo ossia senza pagliette a protezione della base dei fiori; la forma è piatta o da convessa a conica. Dimensione degli involucri: 24 - 28 mm.
Fiori.  I fiori sono tetra-ciclici (formati cioè da 4 verticilli: calice – corolla – androceo – gineceo) e pentameri (calice e corolla formati da 5 elementi). Si distinguono in:
- fiori del raggio (esterni) da 20 a 50 per capolino: sono femminili e sono disposti su una sola serie; la forma è lungamente ligulata terminante con alcuni denti; le ligule sono lunghe 10 –16 mm, più o meno spiralate;
- fiori del disco (centrali): sono più numerosi con forme tubulose terminanti con lobi triangolari ed eretti; il tubo è sparsamente villoso, mentre i lobi sono lanosi; le corolle sono lunghe 6 – 7 mm.

- Formula fiorale:

*/x K {\displaystyle \infty }, [C (5), A (5)], G 2 (infero), achenio
- Calice: i sepali del calice sono ridotti ad una coroncina di squame.

- Corolla: i colori della corolla sono giallo, e dal blu al rosato, viola o violaceo.

- Androceo: l'androceo è formato da 5 stami sorretti da filamenti generalmente liberi; gli stami sono connati e formano un manicotto circondante lo stilo; le teche (produttrici del polline) alla base sono troncate e sono lievemente auricolate (molto raramente sono speronate o hanno una coda); le appendici apicali delle antere hanno delle forme piatte e lanceolate; il tessuto endoteciale (rivestimento interno dell'antera) è quasi sempre polarizzato (con due superfici distinte: una verso l'esterno e una verso l'interno). Il polline è sferico con un diametro medio di circa 25 micron;  è tricolporato (con tre aperture sia di tipo a fessura che tipo isodiametrica o poro) ed è echinato (con punte sporgenti).[9][12]

- Gineceo: l'ovario è infero uniloculare formato da 2 carpelli.[5] Lo stilo (il recettore del polline) è profondamente bifido (con due stigmi divergenti) e con le linee stigmatiche marginali separate.[13] I due bracci dello stilo hanno una forma da lanceolata a deltoide e possono essere papillosi o ricoperti da ciuffi di peli. Lo stilo dei fiori del raggio è supinato.

Frutti. I frutti sono degli acheni con pappo; in alcune specie è presente un certo dimorfismo (gli acheni dei fiori del raggio differiscono dagli acheni dei fiori del disco);
- achenio: gli acheni, con forme strettamente obovoidi, sono lateralmente compressi con due-quattro nervature laterali; la superficie, strigosa, normalmente è cosparsa da setole; la parete dell'achenio è formata da celle contenenti rafidi ma prive di fitomelanina; il carpoforo normalmente è anulare; le setole con punte a forma di ancora non sono presenti; dimensione degli acheni: 3 mm;
- pappo: il pappo è formato da 2 serie di setole finemente barbate o (più raramente) piumose; le setole sono persistenti; esternamente alle serie di setole può essere presente una coroncina di scaglie.[9]

## Biologia
Impollinazione: tramite insetti (impollinazione entomogama tramite farfalle diurne e notturne).

Riproduzione: la fecondazione avviene fondamentalmente tramite l'impollinazione dei fiori.

Dispersione: i semi cadono a terra e vengono dispersi soprattutto da insetti come formiche (disseminazione mirmecoria). Un altro tipo di dispersione è zoocoria: gli uncini delle brattee dell'involucro (se presenti) si agganciano ai peli degli animali di passaggio che portano così i semi anche su lunghe distanze. Inoltre per merito del pappo il vento può trasportare i semi anche per alcuni chilometri (disseminazione anemocora).

## Distribuzione e habitat
La specie di questa voce è distribuita in Himalaya e Cina. L'habitat preferito sono i pendii rocciosi sopra il limite delle nevi; quote praticate: da 4.200 a 5.400 metri sul livello del mare.

## Sistematica
La famiglia di appartenenza di questa voce (Asteraceae o Compositae, nomen conservandum) probabilmente originaria del Sud America, è la più numerosa del mondo vegetale, comprende oltre 23.000 specie distribuite su 1.535 generi, oppure 22.750 specie e 1.530 generi secondo altre fonti (una delle checklist più aggiornata elenca fino a 1.679 generi). La famiglia attualmente (2021) è divisa in 16 sottofamiglie; la sottofamiglia Asteroideae è una di queste e rappresenta l'evoluzione più recente di tutta la famiglia.

### Filogenesi
Il genere della specie di questa voce è descritto nella sottotribù Asterinae, una delle quasi 40 sottotribù della tribù Astereae. In base alle ultime ricerche nella tribù sono stati individuati (provvisoriamente) 5 principali lignaggi:
- Basal grade: include alcuni generi isolati, il gruppo "South American-Oceania",  alcune sottotribù africane e il gruppo dei generi legnosi del Madagascar.
- Bellis lineage: comprende le sottotribù eurasiatiche e una sottotribù africana.
- Aster lineage: include i generi asiatici di Asterinae e i principali gruppi dell'Australia e dell'Oceania.
- Baccharis lineage: include alcuni gruppi sudamericani.
- North American lineage: include la vasta gamma di sottotribù del Nordamerica, Messico e alcuni gruppi distribuiti nel Sudamerica.

Il genere   Chlamydites (insieme alla sottotribù Asterinae) è incluso nel Aster lineage i cui caratteri principali sono: la base delle antere sono prive di code e non sono calcarate (speronate); le linee stigmatiche dei bracci dello stilo sono totalmente separate; i due bracci dello stilo hanno una forma breve o allungata da lanceolata a deltoide e possono essere papillosi o ricoperti da ciuffi di peli (all'esterno, mentre all'interno sono glabri). La distribuzione della maggior parte delle specie di questo gruppo è nelle regioni temperate nord e sud.
La sottotribù Asterinae comprende una trentina di generi suddivisi in 4 rami principali:Psychrogeton - Hersileoides - Asterothamnus - Aster. Il genere di questa voce in realtà pur appartenendo al ramo denominato "Psychrogeton branch" non è incluso in nessun sottogruppo e insieme al genere Iteroloba è quindi considerato "Incertae sedis" (per mancanza di campioni molecolari). Si fa tuttavia l'ipotesi che Chlamydites prainii sia derivato evolutivamente dagli antenati di Aster flaccidus e Aster batangensis. Tuttavia non tutte le checklist si sono aggiornate e mantengono la specie di questa voce come sinonimo di Aster prainii (J.R.Drumm.) Y.L.Chen.
I caratteri distintivi della specie   Chlamydites prainii sono:
- si tratta di una specie alpina:
- tutto l'indumento della pianta è densamente lanoso-villoso;
- il pappo è disposto su 2 - 4 serie.